# NR-17
A Norma Regulamentadora 17, ou apenas NR-17, é uma norma regulamentadora brasileira que rege sobre a ergonomia em locais de trabalho.
Ela descreve como empreendimentos no Brasil devem organizar os postos de trabalho e as condições trabalhistas de visando "estabelecer as diretrizes e os requisitos que permitam a adaptação das condições de trabalho às características psicofisiológicas dos trabalhadores, de modo a proporcionar conforto, segurança, saúde e desempenho eficiente no trabalho."

## História
A norma, originalmente editada em 08 de junho de 1978, recebeu amplas revisões em 1990, 2007, 2018 e 2021. 

## Ambiente de trabalho emcall centers
A norma especifica detalhes de como o ambiente de trabalho deve ser organizado, abordando especificamente o contexto dos trabalhadores de telemarketing em call centers.
A norma rege que a temperatura do centro deve ser entre 20 e 23ºC , com umidade relativa do ar de ao menos 40%.
O anexo II, reference ao telemarketing, descreve em detalhes o mobiliário a ser utilizado, incluindo as seguintes características: 
- o monitor de vídeo e o teclado devem estar apoiados em superfícies com mecanismos de regulagem independentes;
- a bancada deve ter, no mínimo, profundidade de 75 cm e largura de 90 cm ( sem material de consulta) ou 90 cm (com material de consulta), que proporcionem zonas de alcance manual de, no máximo, 65 cm de raio em cada lado, medidas centradas nos ombros do operador em posição de trabalho;

- o plano de trabalho deve ter bordas arredondadas;
- as superfícies de trabalho devem ser reguláveis em altura em um intervalo mínimo de 13 cm, medidos de sua face superior, permitindo o apoio das plantas dos pés no piso;
- o mouse deve estar apoiado na mesma superfície do teclado, colocado em área de fácil alcance e com espaço suficiente para sua livre utilização
- o espaço sob a superfície de trabalho deve ter profundidade livre mínima de 45 cm ao nível dos joelhos e de 70 cm ao nível dos pés, medidos de sua borda frontal;
- nos casos em que os pés do operador não alcancem o piso, mesmo após a regulagem do assento, deve ser fornecido apoio para os pés que se adapte ao comprimento das pernas do trabalhador, permitindo o apoio das plantas dos pés, com inclinação ajustável e superfície revestida de material antiderrapante
- os assentos devem ser dotados de: 
  - apoio em 05 (cinco) pés, com rodízios cuja resistência evite deslocamentos involuntários e que não comprometam a estabilidade do assento;
  - superfícies onde ocorre contato corporal estofadas e revestidas de material que permita a perspiração;
  - base estofada com material de densidade entre 40 a 50 kg/m3 ;
  - altura da superfície superior ajustável, em relação ao piso, entre 37 cm e 50 cm, podendo ser adotados até três tipos de cadeiras com alturas diferentes, de forma a atender as necessidades de todos os operadores;
  - profundidade útil de 38 cm a 46 cm
  - borda frontal arredondada
  - características de pouca ou nenhuma conformação na base
  - encosto ajustável em altura e em sentido anteroposterior, com forma levemente adaptada ao corpo para proteção da região lombar;
  - largura de, no mínimo, 40 cm e, com relação aos encostos, de no mínimo, 30,5 cm e
  - apoio de braços regulável em altura de 20 cm-25 cm a partir do assento, sendo que seu comprimento não deve interferir no movimento de aproximação da cadeira em relação à mesa, nem nos movimentos inerentes à execução da tarefa.

## Cadeiras ergonômicas
A norma detalha os requisitos de uma cadeira para ser considerada ergonômica, e é utilizada como validadora para produtos no mercado. As características que a norma prevê incluem ajuste de altura, apoio lombar, braços ajustáveis, base estável com rodas e giro de 360 graus, assento acolchoado com borda frontal arredondada, além de inclinação do encosto.  